# バス・プロ・ショップス

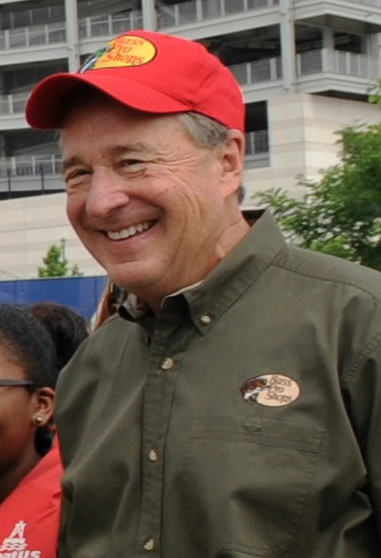
創業者・CEO
ジョニー・モリス

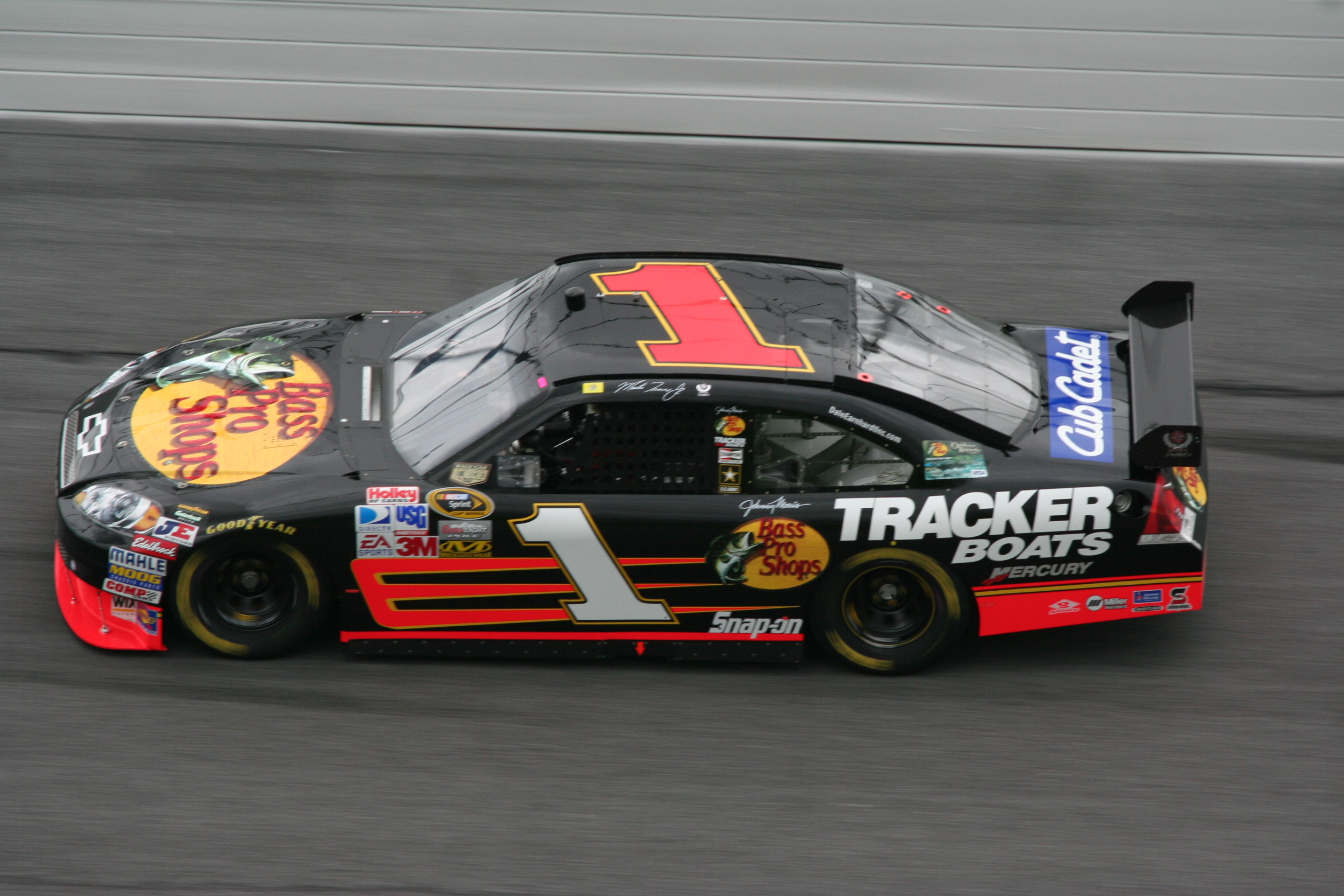
同社がスポンサードしているNASCARチーム

バス・プロ・ショップス（Bass Pro Shops 登記名: BPS Direct, L.L.C.）は、アウトドア用品の巨大小売店。スポーツ用品販売業としては世界第3位。

## 概要
1970年代に、創業者（現：CEO）のジョン（ジョニー）・モリスが米国ミズーリ州で父親の経営する酒屋の裏で始めた釣り餌販売業から始まる。その後釣り具・アウトドア用品のカタログ販売事業を成功させ、現在は大型店を全米展開するにいたり、スポーツ用品販売業としてはSports Authority（スポーツオーソリティ）などと並ぶ全米最大級の小売チェーンとなっている。
創業当時は釣り用品の販売が中心であったが、現在は銃器や狩猟用品を筆頭にゴルフ用品やアパレル関連なども売上げの多くを占めるようになり、オリジナル商品やプライベート・ブランドの展開、大手ブランドとの提携も進んでいる。
更に子会社にプレジャーボート製造・販売のトラッカー・マリン社を有している。
また、リゾート宿泊施設/レストラン事業の展開もしている。
各店舗では商品レイアウトや店内ディスプレイにこだわり、巨大な滝や水槽、動物の剥製などが飾られ、大自然の臨場感をかもしだしている。そこにありとあらゆるアウトドア・スポーツ用品を取り揃え、大型プレジャーボートやATVまでもが多数店内で販売されており、レストラン、ゲームセンター、ギフトショップ、実弾射撃場なども完備され、店舗によっては理髪店や旅行代理店もあるなど、アメリカ型のワンストップ・ショッピングの典型といえる。
また、この“Bass Pro Shops”のロゴやマークの入った衣類や小物は、いい意味で“レッドネック的なファッションアイテム”として人気がある。
元々がカタログ販売業から始まった企業であるため、各種メディアと提携しての複合的なカタログ/インターネット販売にも力を入れており、特に Versusや Outdoor Channelなどといったスポーツ系のCSチャンネルに番組（過去放送分を無料視聴）を提供している。
かつては、ポップマン（現:JISSO）が日本代理店を務めていた。

## プライベートブランド
Bass Pro Shops
ブラックバスを中心とした淡水魚用の釣り具を扱うブランド
XPS
上記ブランドよりも一段上のプレミアム・ブランド
OFFSHORE ANGLER
海釣り用品を扱うブランド
White River
フライフィッシング用品を扱うブランド
Worldwide Sportsman
海用のフライフィッシング用品及びアウトドア ウェアを扱うブランド
RED HEAD
ハンティング用品を扱うブランド
BROWNING
かつてのBROWNING社の釣り具部門で、W.C. Bradley Co.のZebco社から2004年にアメリカ・カナダ地域における商標権を譲り受ける。現在はバス釣りのリールおよび竿を扱うブランドとなっている。
Ascend
ハイキング、カヌー、キャンプ用品およびアウトドアウェアを扱うブランド
Uncle Buck's
食品・調味料・調理器具、上記オリジナルブランド釣具の廉価版や小型淡水魚用釣り具などを扱うブランド
Natural Reflections
女性向けカジュアル ウェア、装飾品・化粧品のブランド
Bob Timberlake
家具、インテリア用品などを扱うブランド